# Строганов, Пётр Семёнович
Пётр Семёнович Строганов (16 (26) января 1583 — 24 марта (3 апреля) 1639) — крупный русский купец, промышленник и землевладелец.

## Биография
Представитель богатого купеческого рода Строгановых. Сын промышленника Семёна Аникеевича Строганова (ок. 1540—1586) и Евдокии Нестеровны Лачиновой (1561—1638). Старший брат — Андрей Семёнович Строганов.
После смерти своего отца братья Пётр и Андрей унаследовали его часть строгановских вотчин. Они остались жить в Сольвычегодске, где продолжали заниматься хлебопашеством, варкой соли и оттуда управляли доставшимися им владениями в Перми Великой.
В 1620 году Андрей и Пётр Строгановы унаследовали половину владений своего двоюродного брата Никиты Григорьевича, умершего бездетным (другая половина перешла к детям Максима Яковлевича Строганова).
Братья-промышленники Андрей и Пётр Семёновичи, сообща владея долей родовых владений, в своих делах всегда выступали как одно лицо, имена их почти везде фигурировали рядом.
Согласно переписи 1623—1624 М. Ф. Кайсарова, обоим братьям принадлежало 4 слободы, 28 деревень, 75 починков, 5 церквей, 1 монастырь, 9 варниц, 17 лавок, 5 мельниц, около 1700 дворов и более 1000 крепостных мужского пола. Эти огромные средства позволяли им оказывать денежную помощь московскому правительству во время Смутного времени.
В марте 1610 года по просьбе царя Василия Ивановича Шуйского промышленники, братья Андрей и Пётр Строгановы, выслали 2 тысячи рублей в Москву для выплаты жалованья ратным людям. Однако из одной позднейшей грамоты, данной на имя внука Андрея, Григория Дмитриевича, видно, что ссуды братьев государству простирались до двухсот тысяч рублей, что по тому времени составляло громадную сумму. Особенно большие деньги были даны ими воеводам: князю Дмитрию Тимофеевичу Трубецкому, Прокопию Петровичу Ляпунову и князю Дмитрию Михайловичу Пожарскому.

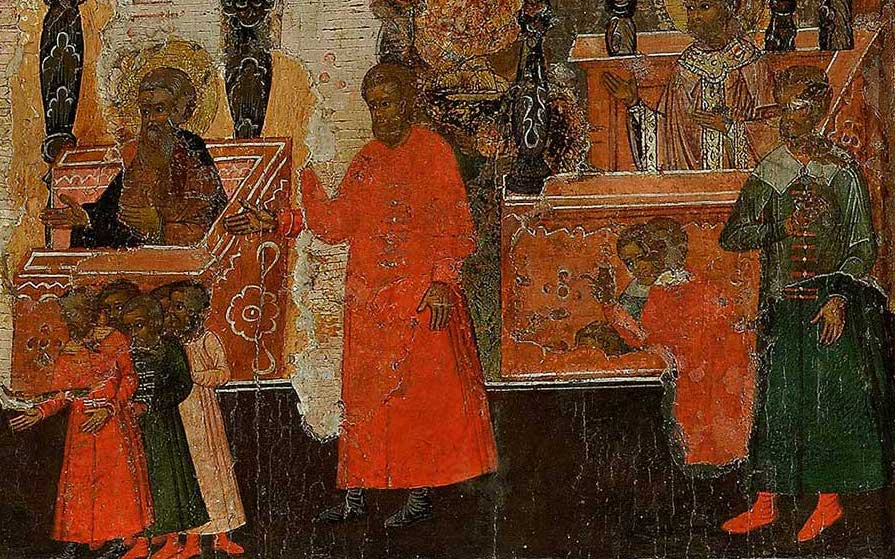
Изображение семьи Строгановых на иконе «Иже херувимы». Справа с рукой на груди изображён Никита Григорьеви Строганов, вкладчик иконы. Посередине стоит Семён Аникеевич перед Симеоном Столпником. Маленькие фигуры перед столпом Андрей и Пётр Семёновичи Строгановы

29 мая 1610 года царь Василий Шуйский пожаловал Петру Строганову специальную грамоту, в которой удостоил его почётного звания «именитого человека». «Будучи у Соли Вычегоцкия» — говорится в ней — «он, Петр, в междоусобную брань и во вражью смуту нам (государю) служил и прямил во всем, и от Московского государства не отступил, и к польским, и к литовским людям, и к русским ворам не приставал…, а против воров стоял крепко, без всякого позыбания, и ратников многих на нашу службу посылал, и Поморские, и Пермские, и Казанские городы от шатости укреплял; да у него ж иманы у нас на Москве и по иным городам многие деньги и даваны служилым людям на жалованье. И за те его службы и радение мы Петра Семеновича пожаловали, велели писати ему изо всех приказов и в наших грамотах и в наказах с вичем…» (то есть полным отчеством).
В этой же царской грамоте боярам, наместникам, воеводам, дьякам и приказнымлюдям приказывалось «его, Петра, и детей, и племянников, и людей его, и крестьян не судить ни в чём; а кому будет до них дело, и их сужу яз, царь…» Его старший брат Андрей Семёнович получил звание «именитого человека» в 1612 году. За «службу и ссуды» братьев «во время бывшего мятежа им многим городам» царь Василий Шуйский в конце 1610 года приказал приказным людям выдать Строгановым из четвертных доходов денег, «сколько им понадобится». В одной из позднейших грамот есть прямое указание, что от этих денег они отказались.
В начале 1613 года на владения Андрея и Петра Строгановых совершили нападение литовцы и воровские казаки. Большой повстанческий отряд (3 ты. чел.) внезапно напал на город Сольвычегодск. 22 января горожане потерпели поражение от противника и укрылись в «ограду», то есть небольшую крепость, принадлежавшую братьям Андрею и Петру Строгановым. Андрей Семёнович принял на себя командование и огнём из пушек вынудил мятежников отступить. Город сильно пострадал и был разграблен, а крепость Строгановых осталась невредима.
Новоизбранный царь Михаил Фёдорович (1613—1645) 30 июля 1614 году грамотой подтвердил за братьями Андреем и Петром Семёновичами все прежние земли и льготы, пожалованные Строгановым, а 15 сентября 1615 года пожаловал обоим братьям «пустые места» вверх по Каме, от реки Ошана до реки Тулвы, протяженностью 35 верст и площадью 163 280 десятин в «вечное владение» с правом строить остроги и варить соль, предоставим им льготу на 10 лет от платежа всех повинностей.
В 1616 году промышленники Андрей и Пётр Семёновичи, Максим Яковлевич и Никита Григорьевич Строгановы во главе большого военного отряда разбили восставших татар, которые, соединившись с марийцами, удмуртами и башкирами, напали на Казань, Оссу и Сарапул, угрожая опустошить и разграбить строгановкие вотчины.
В 1624 году братья Андрей и Пётр Семёновичи Строгановы получили новую жалованную грамоту от царя Михаила Фёдоровича на все их прежние владения и льготы. Среди льгот были — право не быть судимыми на местах, а только в Москве, а день Благовещенья, затем право «не быть у веры», то есть при присяге взамен себя ставить своих людей. Они получили свободу от всех местных налогов и государственных платежей и должны были платить непосредственно в Приказ Казанского дворца.
В начале 1639 года братья Андрей и Пётр Строгановы ещё более расширили свои владения, выкупив и присоединив к своим имения, заложенные их племянником Иваном Максимовичем Строгановым.
В 1639 году Пётр Строганов вместе с братом Андреем владел Орловским, Очерским, Нижнечусовским и Сылвенским округами. Совладелец Поспеловской пустоши Оханского уезда — 57 258 десятин и 2082 кв. сажени. Имел дом в Москве, на Покровской улице.
24 марта (3 апреля) 1639 года 56-летний Пётр Семёнович Строганов скончался. Его похоронили в Успенском соборе Сольвычегодска. Он имел семь сыновей, шесть из которых умерли во младенчестве. Ему наследовал младший сын Фёдор.

## Семья и дети
Был женат на Матрёне Ивановне Бобрищевой-Пушкиной (1594—1668), возможно, дочери Ивана Ивановича Бобрищева-Пушкина. Дети:
- Владимир
- Марфа (ум. 1654)
- Андрей
- Василий (1610/1612 — 1616)
- Григорий (1612/1614 — 1616/1617)
- Дмитрий (1613/1615 — 1617)
- Анна Старшая (1616—1645), жена с 1634/1636 года князя Алексея Юрьевича Звенигородского (ок. 1614—1687)
- Мария Старшая (1617/1620 — 1621)
- Пётр (1618/1622 — 1624)
- Мария Младшая (1619/1623 — ок. 1623)
- Анна Младшая (1620/1624 — 1624/1625)
- Фёдор (1627—1674)